# Bahrain-Merida/2019
Deze pagina geeft een overzicht van de Bahrain-Merida UCI World Tour-wielerploeg in 2019.

## Algemeen
Algemeen manager: Brent Copeland
Teammanager: Gorazd Štangelj
Ploegleiders: Borut Božič, Tristan Hoffman, Franco Pellizotti, Rik Verbrugghe, Alberto Volpi
Fietsen: Merida
Banden: Continental AG
Onderdelen: Shimano
Wielen: Fulcrum

## Renners
| Naam                | Geboortedatum | Nationaliteit       | Ploeg 2018            |
| ------------------- | ------------- | ------------------- | --------------------- |
| Valerio Agnoli      | 06-01-1985    | Italië              |                       |
| Yukiya Arashiro     | 22-09-1984    | Japan               |                       |
| Phil Bauhaus        | 08-06-1994    | Duitsland           | Team Sunweb           |
| Grega Bole          | 13-08-1985    | Slovenië            |                       |
| Damiano Caruso      | 12-10-1987    | Italië              | BMC Racing Team       |
| Sonny Colbrelli     | 17-05-1990    | Italië              |                       |
| Rohan Dennis        | 28-05-1990    | Australië           | BMC Racing Team       |
| Feng Chun-kai       | 02-11-1988    | Taiwan              |                       |
| Iván García         | 20-11-1995    | Spanje              |                       |
| Andrea Garosio      | 06-12-1993    | Italië              | D'Amico Utensilnord   |
| Heinrich Haussler   | 25-02-1984    | Australië           |                       |
| Kristjan Koren      | 25-11-1986    | Slovenië            |                       |
| Matej Mohorič       | 19-10-1994    | Slovenië            |                       |
| Antonio Nibali      | 23-09-1992    | Italië              |                       |
| Vincenzo Nibali     | 14-11-1984    | Italië              |                       |
| Domen Novak         | 12-07-1995    | Slovenië            |                       |
| Mark Padoen         | 06-07-1996    | Oekraïne            |                       |
| Hermann Pernsteiner | 07-08-1990    | Oostenrijk          |                       |
| Luka Pibernik       | 23-10-1993    | Slovenië            |                       |
| Domenico Pozzovivo  | 30-11-1982    | Italië              |                       |
| Marcel Sieberg      | 30-04-1982    | Duitsland           | Lotto Soudal          |
| Dylan Teuns         | 01-03-1992    | België              | BMC Racing Team       |
| Jan Tratnik         | 23-02-1990    | Slovenië            | CCC Sprandi Polkowice |
| Wang Meiyin         | 26-12-1988    | China               |                       |
| Stephen Williams    | 09-06-1996    | Verenigd Koninkrijk | SEG Racing Academy    |

### Vertrokken
| Renner               | Geboortedatum | Nationaliteit | Ploeg 2019               |
| -------------------- | ------------- | ------------- | ------------------------ |
| Manuele Boaro        | 12-03-1987    | Italië        | Astana Pro Team          |
| Niccolò Bonifazio    | 29-10-1993    | Italië        | Direct Energie           |
| Borut Božič          | 08-08-1980    | Slovenië      | gestopt                  |
| Enrico Gasparotto    | 22-03-1982    | Italië        | Team Dimension Data      |
| Gorka Izagirre       | 07-10-1987    | Spanje        | Astana Pro Team          |
| Ion Izagirre         | 04-02-1989    | Spanje        | Astana Pro Team          |
| Ramūnas Navardauskas | 30-01-1988    | Litouwen      | Delko Marseille Provence |
| Franco Pellizotti    | 15-01-1978    | Italië        | gestopt                  |
| David Per            | 13-02-1995    | Slovenië      | Adria Mobil              |
| Kanstantsin Siwtsow  | 09-08-1982    | Wit-Rusland   | niet bekend              |
| Giovanni Visconti    | 13-01-1983    | Italië        | Neri-Selle Italia        |

## Overwinningen
| Nationale kampioenschappen wielrennen Oekraïne - tijdrit: Mark Padoen Taiwan - tijdrit: Feng Chun-kai Slovenië -wegwedstrijd: Domen Novak Wereldkampioenschappen wielrennen Tijdrit - Elite: Rohan Dennis Ronde van Oman 4e etappe: Sonny Colbrelli Ronde van Romandië Proloog: Jan Tratnik Ronde van Californië 5e etappe: Iván García Cortina | Critérium du Dauphiné 2e etappe: Dylan Teuns Ronde van Zwitserland 1e etappe (ITT): Rohan Dennis Ronde van Frankrijk 6e etappe: Dylan Teuns 20e etappe: Vincenzo Nibali Adriatica Ionica Race Criterium: Phil Bauhaus 2e etappe: Mark Padoen Eindklassement: Mark Padoen Jongerenklassement: Mark Padoen | Ronde van Polen 7e etappe: Matej Mohorič Ronde van Duitsland 4e etappe: Sonny Colbrelli Puntenklassement: Sonny Colbrelli Coppa Bernocchi Phil Bauhaus Grote Prijs Bruno Beghelli Sonny Colbrelli |  |

2017 · 2018 · 2019 · 2020 · 2021 · 2022 · 2023 · 2024 · 2025
AG2R-La Mondiale · Astana Pro Team · Bahrain-Merida · BORA-hansgrohe · CCC Team · Deceuninck–Quick-Step · EF Education First · Groupama-FDJ · Lotto Soudal · Mitchelton-Scott · Movistar Team · Team Dimension Data · Team Jumbo-Visma · Team Katjoesja Alpecin · Team INEOS (Team Sky) · Team Sunweb · Trek-Segafredo · UAE Team Emirates